# 12566 Derichardson
12566 Derichardson eller 1998 SH54 är en asteroid i huvudbältet som upptäcktes den 16 september 1998 av LONEOS vid Anderson Mesa Station. Den är uppkallad efter Derek C. Richardson.
Asteroiden har en diameter på ungefär 11 kilometer och den tillhör asteroidgruppen Hygiea.